# Juan Roca Brunet
Juan Roca Brunet (La Habana, 27 de octubre de 1950-La Habana, 10 de julio de 2022) fue un jugador de baloncesto cubano. Fue medalla de bronce con la Selección de baloncesto de Cuba en los Juegos Olímpicos de Múnich 1972.